# Aerolíneas Argentinas
Aerolíneas Argentinas, formalmente Aerolíneas Argentinas SA, è la più grande compagnia aerea dell'Argentina e la compagnia di bandiera del paese. Opera da due hub, entrambi situati a Buenos Aires: aeroparque Jorge Newbery e l'aeroporto Internazionale Ministro Pistarini. La sua flotta narrow body, utilizzata su rotte nazionali e regionali, è composta da Boeing 737-700, 737-800 e 737 MAX 8, mentre i servizi intercontinentali e transoceanici sono effettuati dall'Airbus A330-200.
Aerolíneas Argentinas è stata fondata nel 1949 dalla fusione di quattro società e ha iniziato ad operare nel dicembre 1950. Un consorzio guidato da Iberia ha preso il controllo della compagnia aerea nel 1990 e Grupo Marsans ha acquisito Aerolíneas Argentinas e le sue sussidiarie nel 2001, dopo un periodo di grave crisi finanziaria che ha messo la compagnia sull'orlo della chiusura. È gestita dal governo argentino dalla fine del 2008, quando il paese ne ha ripreso il controllo dopo che è stata rilevata dai proprietari spagnoli. A dicembre 2014, Aerolíneas Argentinas era di proprietà statale. Ha sede a Buenos Aires. L'adesione a SkyTeam è stata raggiunta alla fine di agosto 2012; la divisione cargo della compagnia aerea è diventata membro di SkyTeam Cargo nel novembre 2013.

## Storia

### Gli inizi
La compagnia nazionale argentina è stata creata nel 1949 quando tutti gli operatori indipendenti (con eccezione della LADE, gestita dalla Forza Aerea) come Flota Aérea Mercante Argentina (FAMA), ALFA, Aeroporta e ZONDA che già operavano in Argentina fin dagli anni trenta, furono riuniti sotto l'ombrello peronista di una corporazione di Stato, a tutti gli effetti un dipartimento del Ministero dei trasporti. La spina dorsale della nuova aerolinea era l'Aeroposta Argentina, sussidiaria della francese Aéropostale, i cui primi voli risalivano al 1927 con i Latécoère 25, che si era espansa dall'originaria rotta fra Buenos Aires e Asunción (Paraguay) in un consistente network all'interno del paese e verso gli stati vicini. Il governo argentino aveva assunto il 20 % dell'Aeroposta nel 1946; stessa percentuale deteneva nella ALFA (Aviacion del Litoral Fleuva Argentina) che all'epoca operava gli idrovolanti Short Sandringham lungo il Rio Paranà e nella ZONDA (Zonas Oeste y Norte de Aerolineas Argentinas) che aveva iniziato a volare nel 1947 e gestiva il cabotaggio locale per conto della Panagra-Pan American Grace. La FAMA era stata fondata nel 1946 con il 33 % di capitale statale per operare esclusivamente sulle linee internazionali.

### Creazione della compagnia: 1950-1990

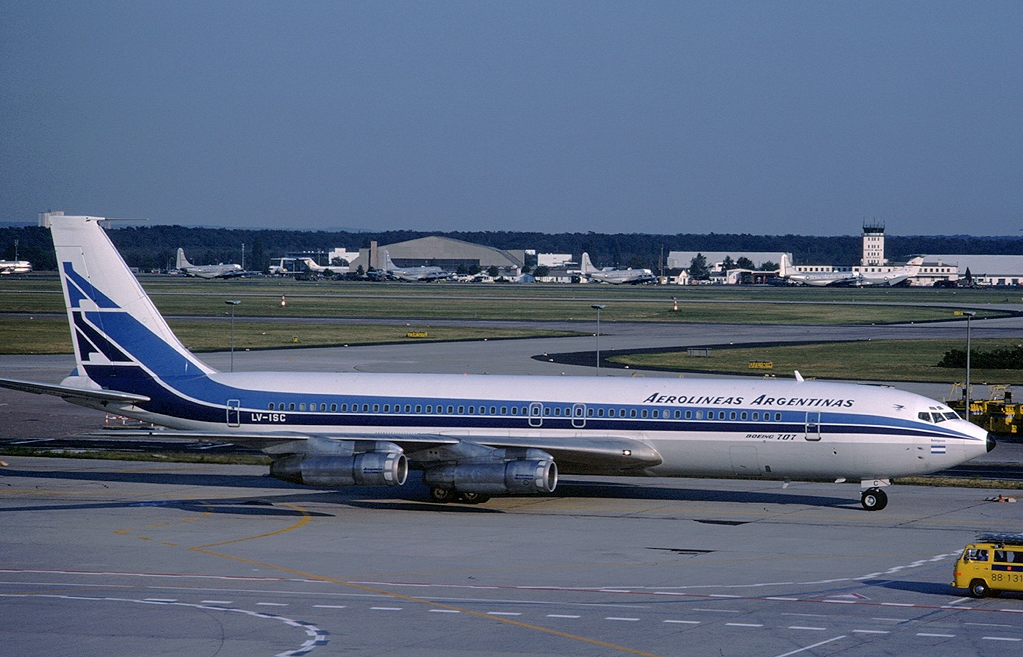
Un Boeing 707-300 di Aerolíneas Argentinas all'Aeroporto di Francoforte sul Meno.

Le operazioni di volo della nuova Aerolineas Argentinas iniziarono effettivamente il 7 dicembre 1950. Negli anni cinquanta, l'aerolinea operò con tipi di aeromobili diversificati come Avro Lancastrian, Douglas DC-3, Douglas DC-4 e Douglas DC-6, Avro York, Vickers Viking, un singolo Avro Anson, alcuni Convair 240, addirittura tre trimotori Junkers Ju 52 (portati in dote dall'Aeroposta) e sei grossi idrovolanti Sandirgham di costruzione britannica impiegati verso l'Europa.
Una linea di volo così eterogenea diede non pochi problemi nei primi tempi e molti tipi furono eliminati quasi subito, allineando la flotta sui bimotori Convair e i quadrimotori Douglas. Le rotte, oltre che nel vasto paese sudamericano si spingevano fino agli Stati Uniti, ai Caraibi ed all'Europa.
I primi jet, sotto forma del rivoluzionario quadrigetto inglese Comet 4C, furono ordinati in sei esemplari nel 1958, una mossa mirata a mantenere competitiva la compagnia nei confronti della britannica BOAC, che stava introducendo gli aviogetti sulle rotte del Sudamerica. L'Aerolineas Argentinas fu quindi la prima compagnia del continente e la quarta al mondo ad introdurre in servizio i jet.
Tre bireattori di costruzione francese Caravelle VI-R per le rotte a medio raggio arrivarono nel 1960 e dodici modelli turboelica Hawker Siddeley 748 per il corto raggio dal 1962. I più potenti Boeing 707-320B sostituirono i Comet sul lungo raggio a partire dal 1966, mentre i più piccoli Boeing 737-200 fecero la loro apparizione sulle rotte interne nel 1969. Per i primi aeroplani di grande capacità, i Boeing 747-200B, fu la volta nel 1976. Successivamente la linea di volo fu ampliata con la versione speciale a raggio maggiorato di quest'ultimo, il 747- 400; quindi con il bireattore widebody Airbus A310, e con il quadrigetto europeo a raggio ultra-lungo Airbus A340-200.

Ubicata all'estremità meridionale del vastissimo continente latinoamericano, l'Argentina ha sempre avuto un fabbisogno primario di aeroplani a lunga autonomia, per esempio introducendo il collegamento non-stop fra Buenos Aires e Madrid già nel 1967 con il Boeing 707, una distanza di quasi 10 100 km che all'epoca ne fece il più lungo volo commerciale senza scalo. La guerra delle Falkland nel 1982 portò ad una sospensione dei voli per Londra che sono ripresi, dopo la normalizzazione dei rapporti fra i due Paesi, solo in tempi recenti tramite la partner Air Plus Comet, ma i collegamenti con le altre destinazioni europee, vennero mantenuti. Da quell'anno l'Argentina ha iniziato a soffrire di cicliche crisi economiche che hanno messo a dura prova anche la compagnia di bandiera, che si è sovente trovata nell'impossibilità di rinnovare la linea di volo con la necessaria tempestività nonostante occupasse la posizione di terza aerolinea sudamericana in termini di passeggeri-km trasportati.

### Privatizzazione: 1990–2008

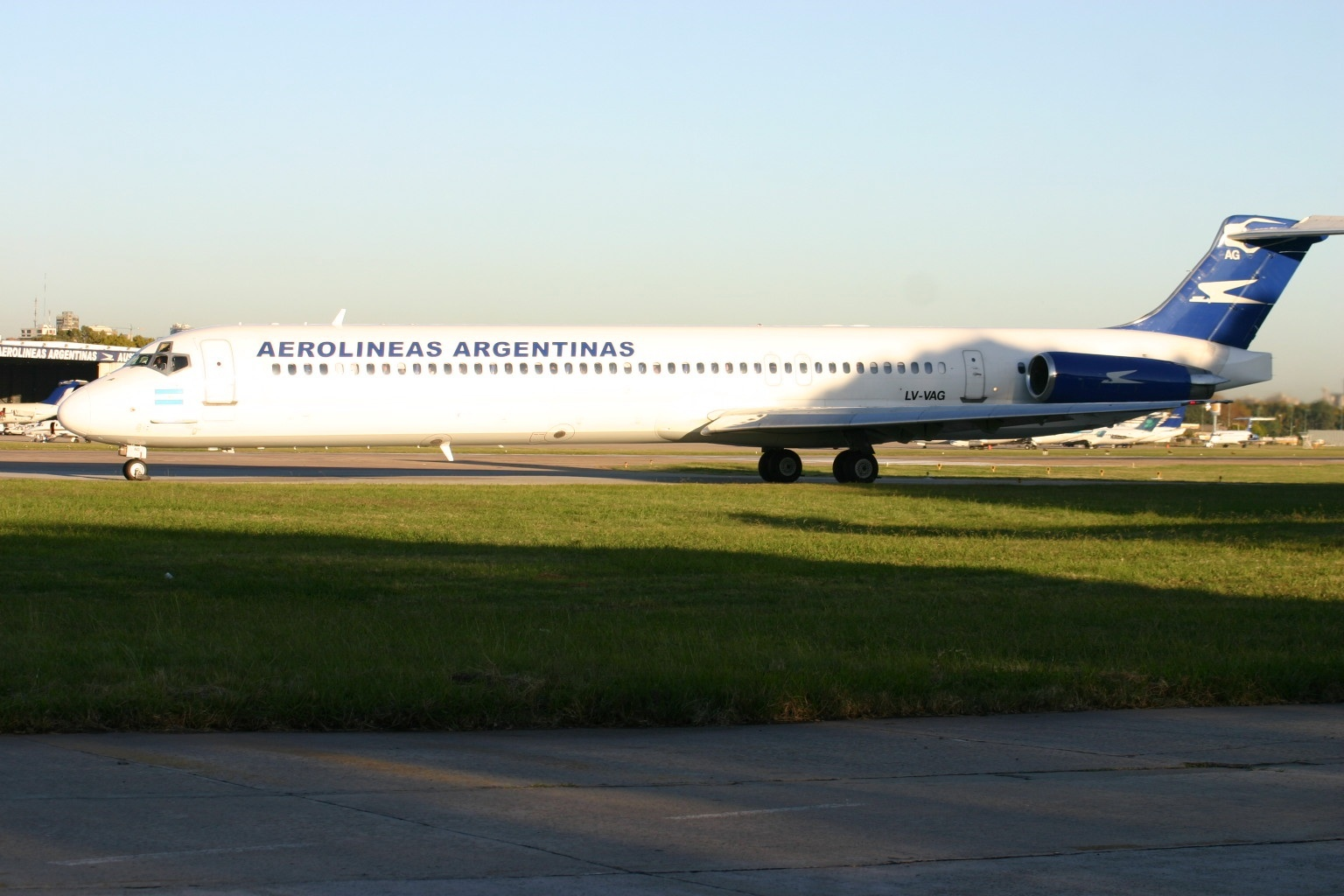
Un McDonnell Douglas MD-83 di Aerolineas Argentinas all'aeroparque Jorge Newbery.

Il governo Carlos Menem vide la privatizzazione come la via migliore per attirare capitali e questo avvenne alla fine degli anni novanta, dopo lunghi tentennamenti e discussioni con le parti interessate. La prima compagine di nuovi entranti vedeva l'Iberia (con il 30% poi salito fino all'85%, ed a sua volta posseduta dall'American Airlines per il 10%), Cielos del Sur/Austral (35%) e altri investitori (20%), con il governo che ne manteneva il 15% e la promessa di trasferirne parte ai dipendenti. Una grave crisi si ebbe nel giugno 2001, quando dovettero essere sospese sette destinazioni internazionali e la società andò in amministrazione controllata. Aerolineas Argentina possedeva 37 aerei e dava profitti, viene ipotecata durante il governo di Carlos Menem dall'IBERIA. Non ne rimarrà un solo velivolo. Nel novembre 2001 il 92% delle azioni passò al Grupo Marsans con una iniezione di capitali freschi e la volontà di riattivare i collegamenti intercontinentali, primo fra tutti quello con Madrid il 6 dello stesso mese, e questo consentì alla compagnia di uscire definitivamente dallo stato di crisi entro pochi mesi, dopo che i tribunali ne avevano approvato il piano di risanamento, malgardo la grave crisi economica ed istituzionale che colpì l'Argentina alla fine del 2001. Il network dell'Aerolineas Argentinas abbracciava, oltre al vastissimo paese, praticamente tutto il continente latinoamericano, fin quasi al Polo Sud, e si spinge attraverso il Pacifico ad Australia, Nuova Zelanda ed Estremo Oriente. Attraverso l'Atlantico all'Europa ed al Sud Africa, oltre che ai Caraibi e agli Stati Uniti. Questi ultimi solo in tempi recenti, dopo l'abolizione del veto che ha impedito per un certo periodo di operare sugli USA e che è stato condannato come una mossa protezionistica a favore delle compagnie americane. Principali hub sono i due aeroporti di Buenos Aires, Ezeiza e Aeroparque, e quello di Cordoba. Partner primari sono Aerosur, Air Plus Comet - che fa capo allo stesso gruppo finanziario spagnolo - e Austral. Compagnia quest'ultima con cui in tempi recenti c'è stata una vera e propria fusione per quanto riguarda la flotta corto-medio raggio, i cui aeromobili dedicati, MD-80 e B737, portano sui due lati della fusoliera i nomi di Aerolineas (lato sinistro) e Austral (lato destro).

### La ri-nazionalizzazione: 2008–presente
Nel corso degli anni successivi però, la situazione tornò a deteriorarsi vedendo la compagnia indebitarsi per 900 milioni di US$ portandola ad un soffio dalla bancarotta. Per salvarla, dunque nel settembre 2008, il senato approvò la proposta di una ri-nazionalizzazione della stessa. Nel 2009 la compagnia ha avviato la modernizzazione della flotta: nella prima parte dell'anno ha proceduto all'acquisto di due nuovi Boeing 737-700, diventati operativi pochi mesi dopo. Nel tardo novembre 2010 sono stati inoltre ordinati tramite leasing altri 10 aerei dello stesso modello, le cui consegne sono iniziate ad aprile 2011.
Nell'aprile 2013, Air Lease Corporation ha annunciato il noleggio di sei Boeing 737-800 alla società, con consegne a partire da novembre 2014; nel maggio 2013, CIT Aerospace ha annunciato il noleggio di quattro aeromobili aggiuntivi dello stesso tipo, con consegne a partire da gennaio 2014. Nell'ottobre dello stesso anno fu annunciato un accordo per l'acquisizione di altri 20 velivoli del tipo, per un valore di 1,8 miliardi di dollari USA. Oltre al noleggio di quattro Airbus A330-200 di seconda mano da ILFC, il primo dei quali consegnato a settembre 2013, Aerolíneas Argentinas ha firmato a novembre un memorandum d'intesa con Airbus, volto all'acquisizione di altri quattro aeromobili del tipo. In una transazione del valore di 887 milioni di dollari, l'ordine è stato confermato nel febbraio 2014. Il primo Airbus A330-200 acquistato direttamente da Airbus è stato consegnato a marzo 2015.
Con la sua vecchia flotta a lungo raggio che necessitava di essere sostituita, l'amministratore delegato di Aerolineas Mario Dell'Acqua ha dichiarato nel novembre 2017 che la società stava valutando una sostituzione per l'Airbus A340, con una decisione da prendere entro il 2018. La società stava prendendo in considerazione il Boeing 787 o l'Airbus A350, con l'intenzione di far entrare in servizio la nuova flotta nel 2020. Anche l'Airbus A330 avrebbe dovuto essere sostituito. Nel novembre 2017, Aerolíneas Argentinas è diventata la prima compagnia aerea latinoamericana a prendere in consegna un Boeing 737 MAX 8; l'aereo ha effettuato il suo primo servizio sulla rotta Buenos Aires-Ezeiza-Mendoza.

## Identità aziendale

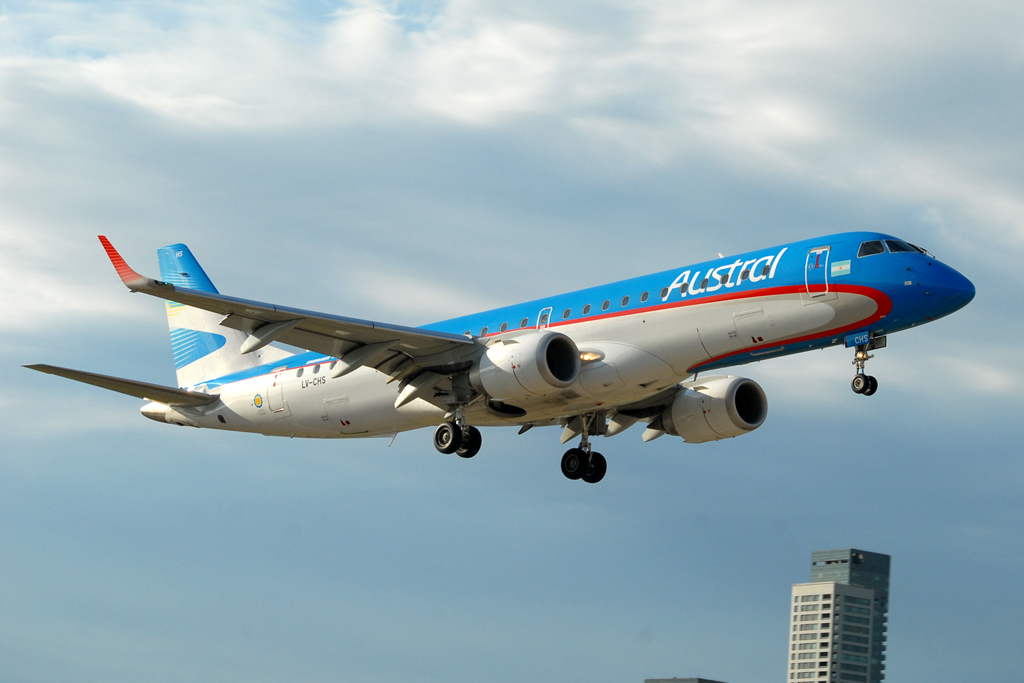
Austral Líneas Aéreas era una sussidiaria di Aerolíneas Argentinas.

### Proprietà
Aerolíneas Argentinas è completamente di proprietà del governo argentino. A partire da dicembre 2013, Aerolíneas Argentinas Cargo, la compagnia aerea nazionale Austral Líneas Aéreas, il fornitore di servizi di rampa Aerohandling, la divisione cargo JetPaq SA e l'operatore turistico Optar SA erano elencate come controllate di Aerolíneas Argentinas. La compagnia aerea e le sue sussidiarie operano da due hub, entrambi situati a Buenos Aires. Le operazioni di voli nazionali e regionali dei tipi di aeromobili più piccoli della flotta sono concentrate presso l'Aeroparque Jorge Newbery, che funge anche da base operativa, mentre l'aeroporto Ministro Pistarini è utilizzato principalmente per i servizi internazionali. L'azienda fornisce il trasporto gratuito a quei passeggeri che hanno bisogno di cambiare da un aeroporto all'altro. Ad aprile 2014, la compagnia aerea e le sue sussidiarie impiegavano 11.515 dipendenti.
Nel maggio 2020, a seguito della pandemia di COVID-19, è stato annunciato che Aerolíneas Argentinas e la sua controllata Austral sarebbero state fuse in un'unica impresa. Il 1º dicembre 2020 è stata completata la fusione, con la flotta di Austral integrata nella flotta di Aerolíneas, accordi raggiunti con i sindacati dei piloti e dell'equipaggio di cabina di entrambe le compagnie aeree.

### Persone chiave
Al 2022, Pablo Ceriani ricopre la carica di presidente.

### Quartier generale
Aerolíneas Argentinas ha sede presso l'aeroparque Jorge Newbery, situato nella città di Buenos Aires.

## Destinazioni

### Accordi commerciali
Al 2022 Aerolineas Argentinas ha accordi di code sharing con le seguenti compagnie:
- Aeroflot
- Aeroméxico
- Air Europa
- Air France
- China Eastern
- Delta Air Lines
- El Al
- Etihad Airways
- Gol Transportes Aéreos
- ITA Airways[24]
- KLM
- Korean Air

### Alleanze
Con l'affiancamento di Delta Air Lines, la società ha firmato un accordo per iniziare il processo di adesione a SkyTeam a fine novembre 2010. È diventato il primo vettore sudamericano e il secondo latinoamericano ad entrare a far parte dell'alleanza nell'agosto 2012, così come il 18° membro in assoluto. La divisione cargo della compagnia aerea, Aerolíneas Argentinas Cargo, è entrata a far parte di SkyTeam Cargo nel novembre 2013, diventando la dodicesima compagnia membro dell'alleanza.

## Flotta

### Flotta attuale

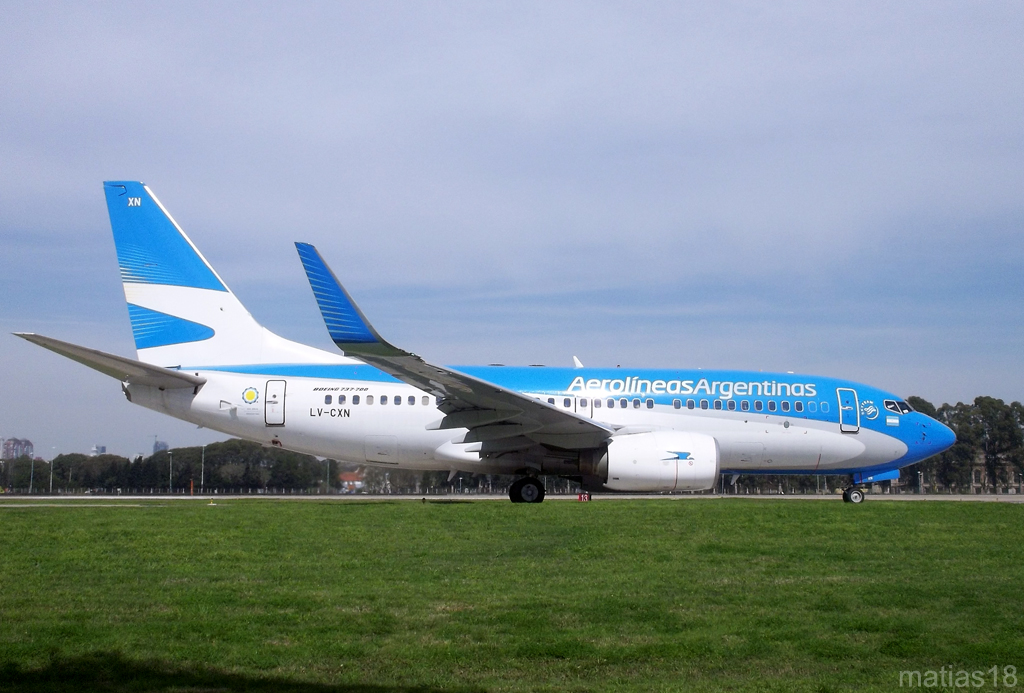
Un Boeing 737-700.

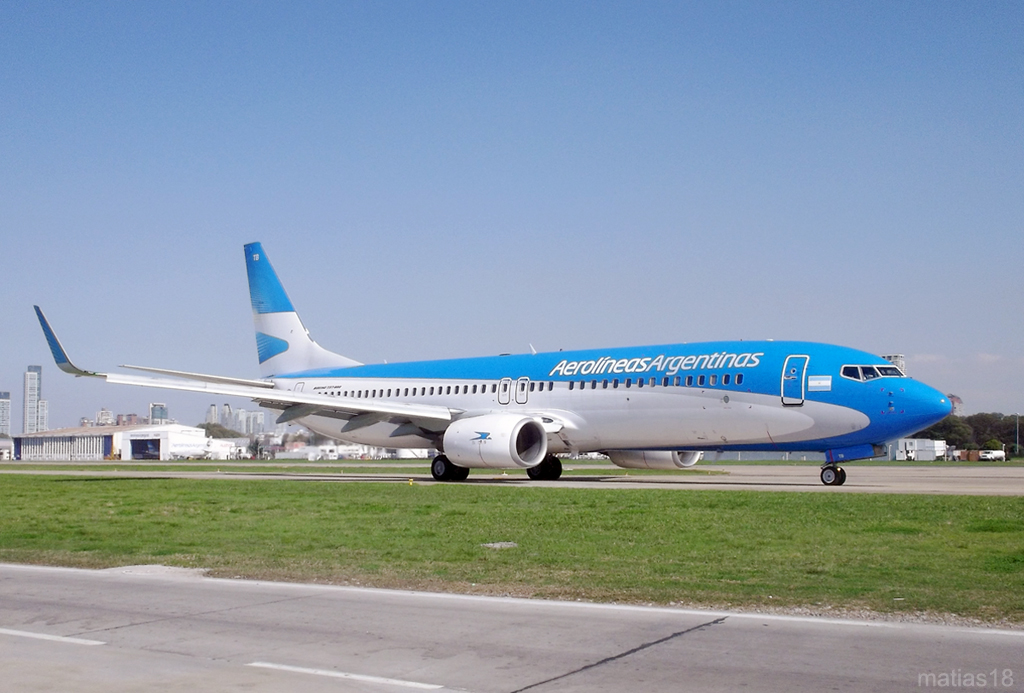
Un Boeing 737-800.

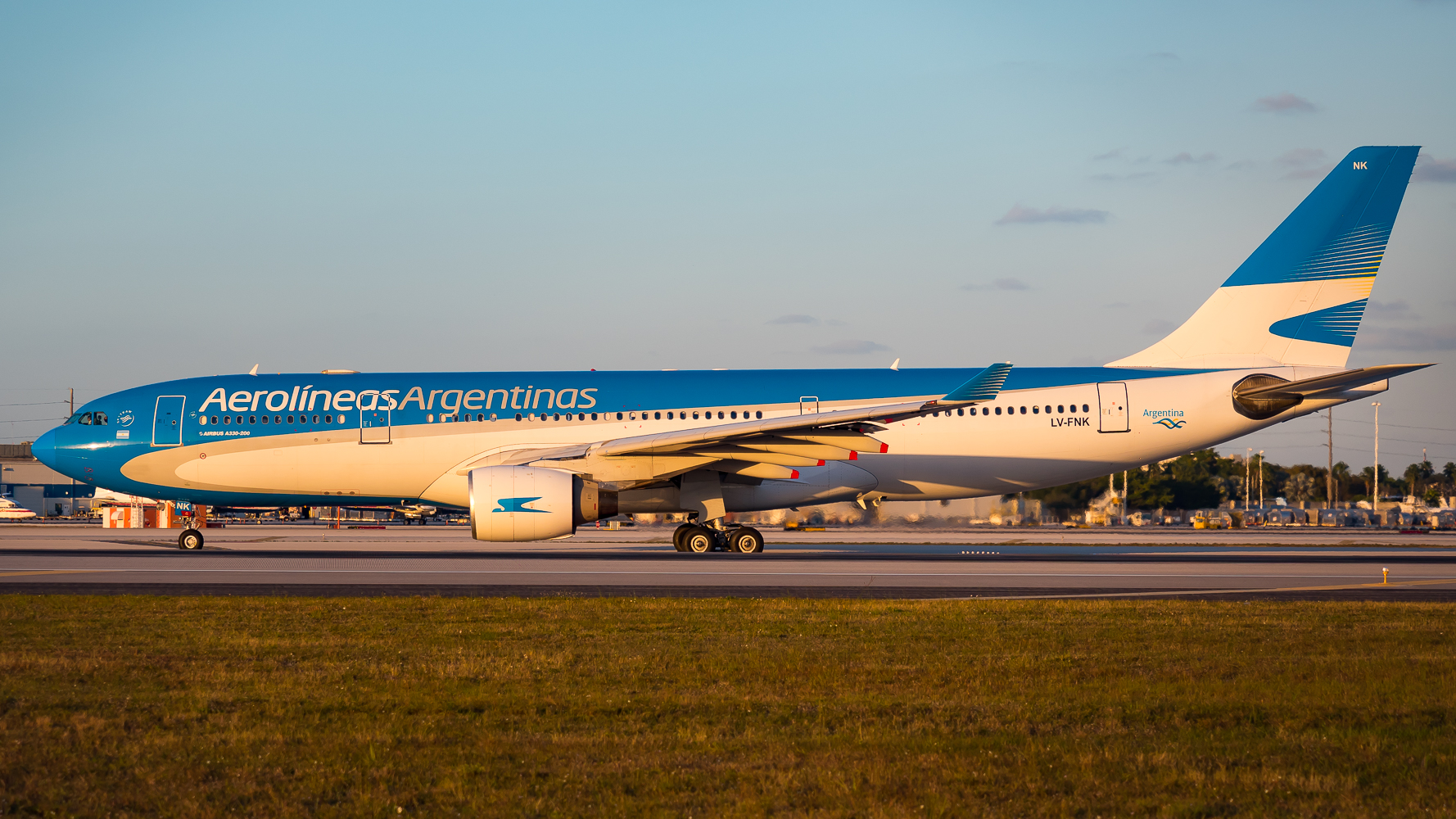
Un Airbus A330-200.

A febbraio 2024 la flotta Aerolineas Argentinas risulta composta dai seguenti aerei:

### Flotta storica

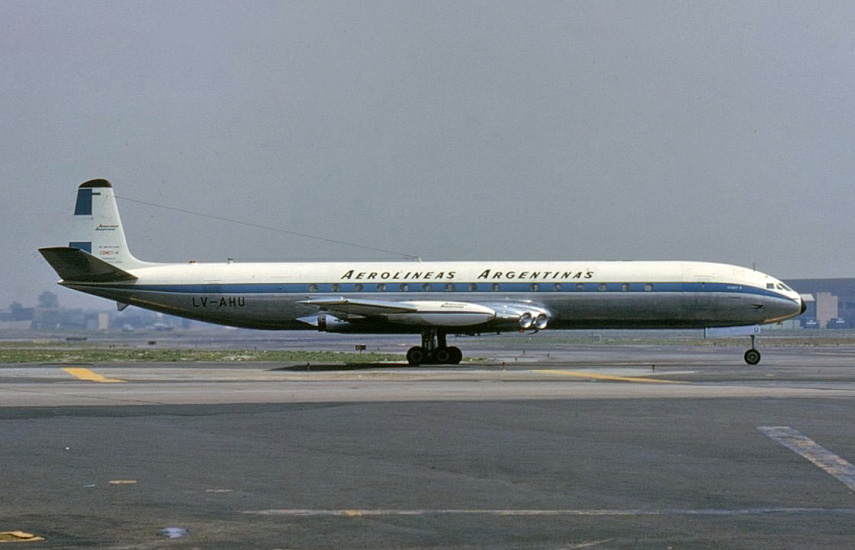
Un de Havilland DH.106 Comet nel 1965.

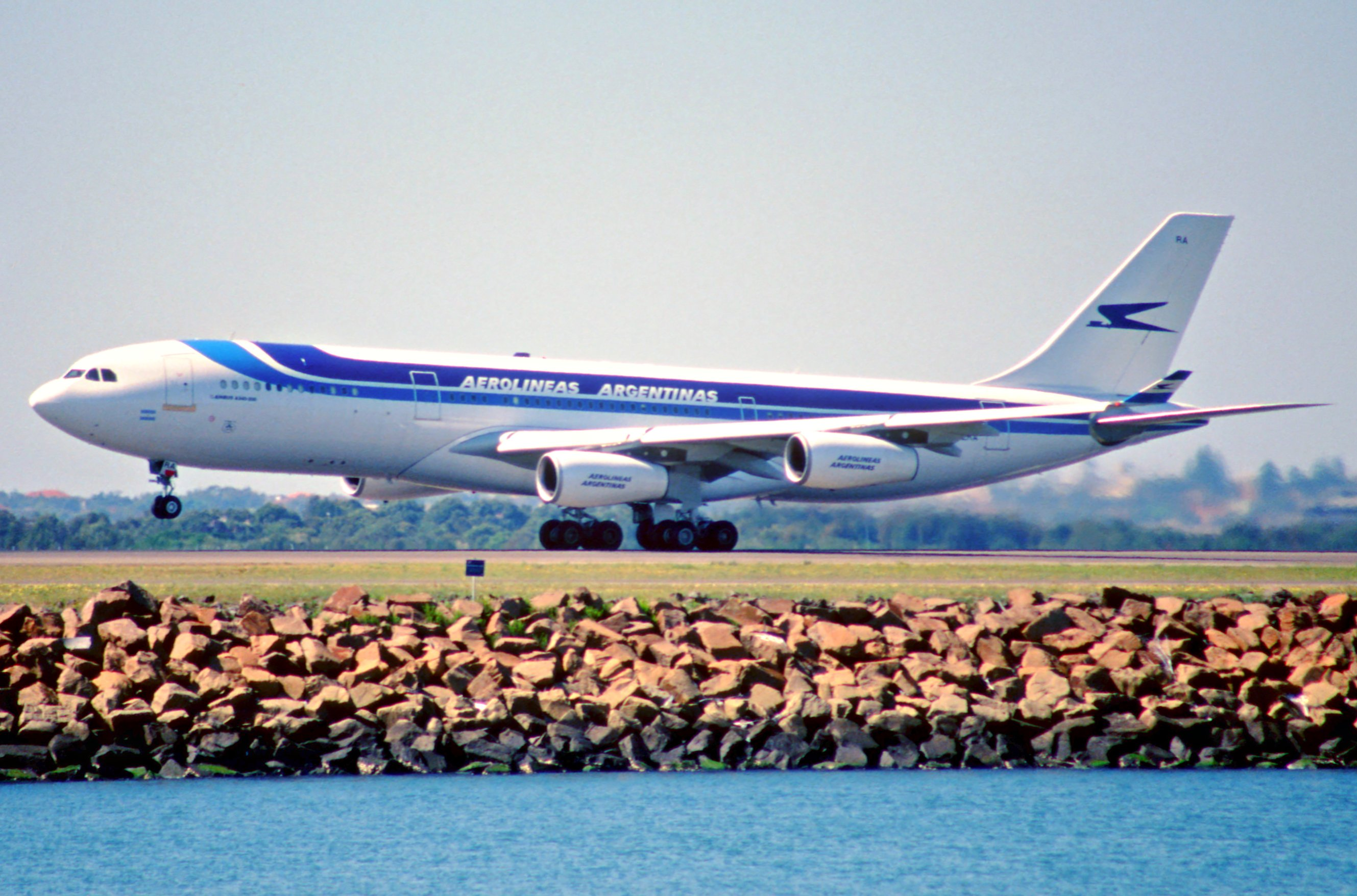
Un Airbus A340-200 nel 1999.

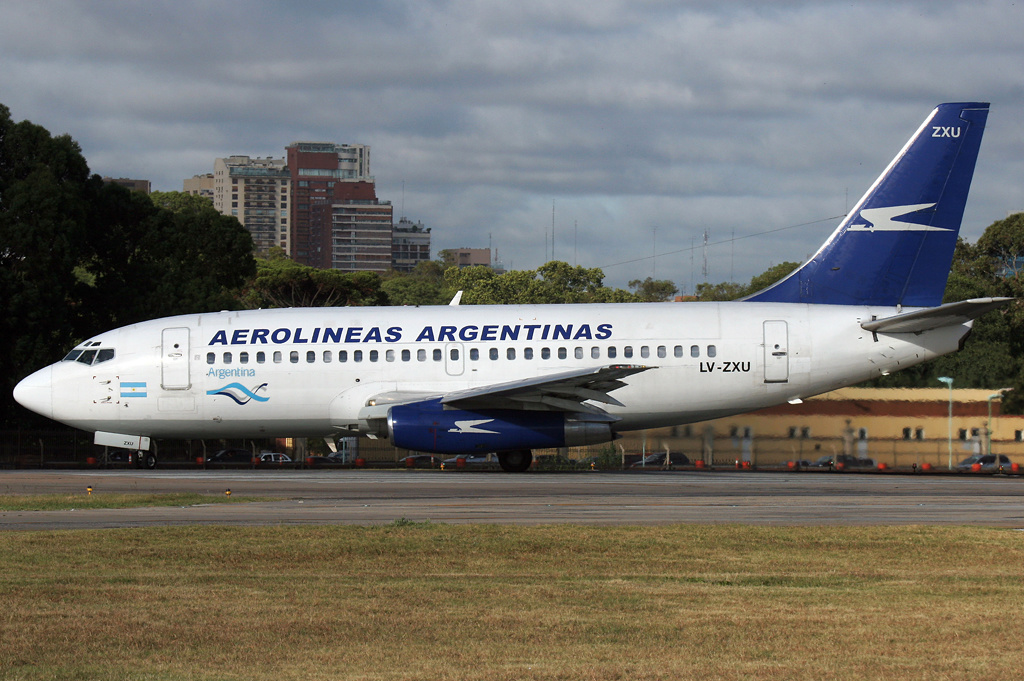
Un Boeing 737-200 nel 2009.

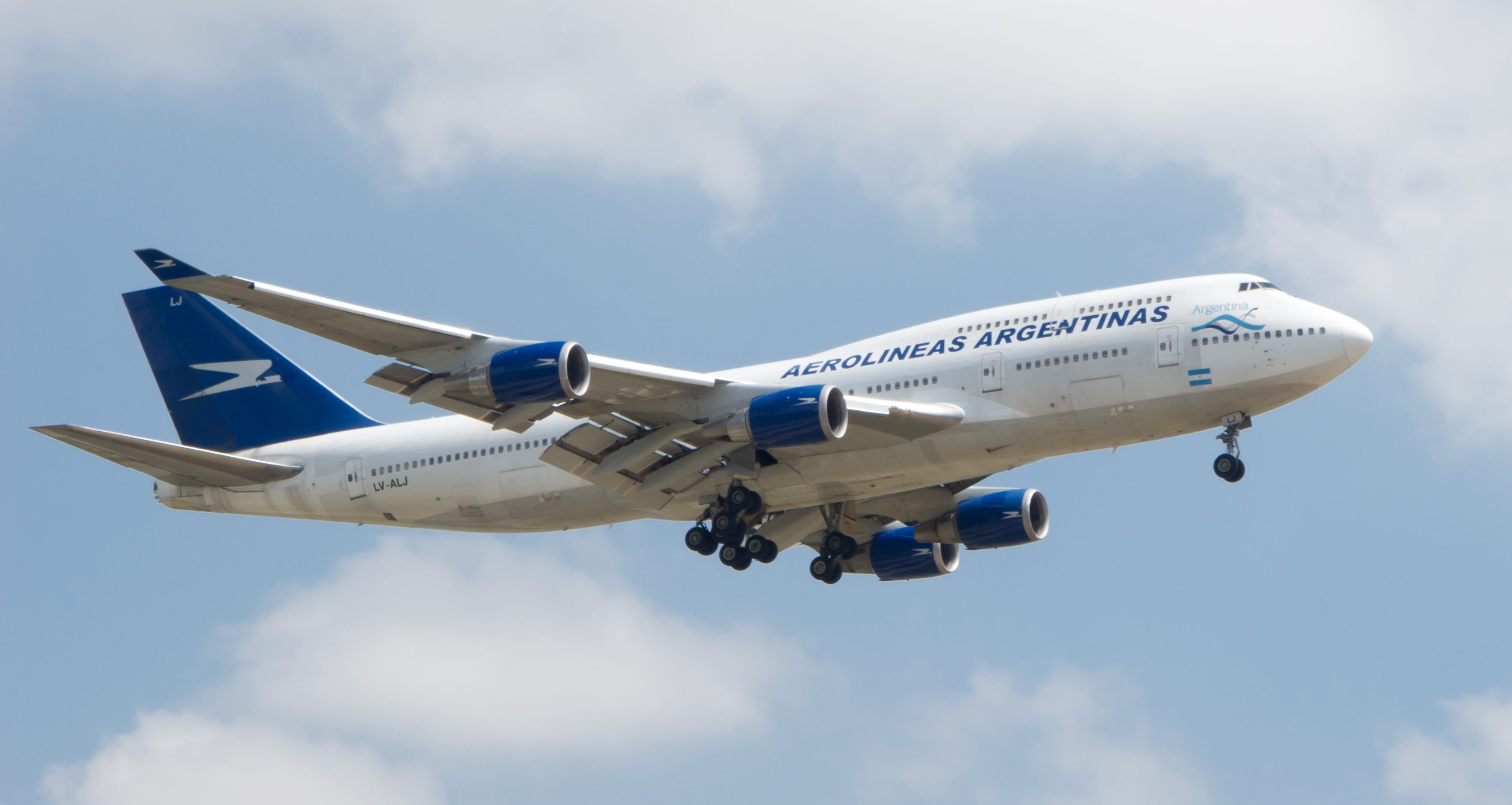
Un Boeing 747-400 nel 2011.

Nel corso degli anni Aerolineas Argentinas ha operato con i seguenti modelli di aeromobili:

## Incidenti
- Il 23 aprile 1954, l'aereo della compagnia avrebbe dovuto operare sulla rotta nazionale di linea Córdoba-Mendoza quando precipitò su un terreno montuoso, all'interno del territorio della provincia di Córdoba, dopo una deviazione per La Rioja a causa di gravi turbolenze sulla traiettoria di volo originale; morirono tutti i 25 a bordo.[36]
- L'8 dicembre 1957, il volo 670 era diretto all'aeroporto San Carlos de Bariloche dall'aeroporto Internazionale Ministro Pistarini quando precipitò a 25 chilometri a sud-est di Bolívar, in condizioni meteorologiche estreme. Le vittime furono 61.[37]
- Il 15 maggio 1959, il DC-3 operante il volo 672 decollò da Buenos Aires-Ezeiza alle 18:30 diretto a Bahía Blanca via Mar del Plata. L'aereo arrivò allo scalo alle 20:14. Alle 20:40, il C-47 partì per l'ultima tratta, precipitando in mare poco dopo il decollo.[38]
- Il 7 settembre 1960, un DC-6 stava operando il servizio di linea Asunción-Buenos Aires come volo 205 quando si schiantò improvvisamente in un campo, a 12 chilometri a est-nordest di Salto. Le vittime furono 31.[39]
- Il 19 luglio 1961, Il DC-6 operante il volo 644 da Buenos Aires-Ezeiza a Comodoro Rivadavia incontrò una forte turbolenza durante la salita e precipitò, non lasciando scampo a nessuno dei 67 a bordo.[40]
- Il 23 novembre 1961, il De Havilland Comet operante il volo 322 precipitò poco dopo il decollo dall'aeroporto di San Paolo-Campinas, in Brasile. Tutti i 40 passeggeri e 12 membri dell'equipaggio rimasero uccisi. Il volo 322 era un servizio di linea da Buenos Aires, Argentina, all'aeroporto internazionale di New York-Idlewild, NY. Erano previsti scali all'aeroporto di San Paolo-Campinas, Brasile e all'aeroporto di Port of Spain-Piarco, Trinidad. L'aereo decollò dall'aeroporto di Campinas alle 05:38. Dopo aver raggiunto un'altitudine di circa 100 m l'aereo perse quota, finendo contro alcuni alberi.[41]
- Il 4 febbraio 1970, i controllori di volo persero il contatto radio con il volo Aerolíneas Argentinas 707, operato da un Hawker Siddeley HS 748, quando l'aereo si trovava vicino al confine tra la Provincia di Chaco e la Provincia di Santa Fe mentre stava imperversando un forte temporale. Là, l'equipaggio perse il controllo, schiantandosi vicino a Colonia Tacuarí, in un palmeto situato in un luogo noto come Loma Alta. Nessuno dei 39 a bordo sopravvisse.[42]